# Bumblefuck, USA
Bumblefuck, USA és una pel·lícula estatunidenca del 2011 escrita, dirigida i produïda per Aaron Douglas Johnston que conté elements tant dramàtics com documentals sobre la vida lesbiana i gai que viu una dona holandesa que arriba al centre dels Estats Units. La pel·lícula ha estat presentada a Autostraddle com una de les "8 pel·lícules lesbianes més boniques que encara no has vist".

## Sinopsi
L'Alexa és una jove que va venir a Bumblefuck, EUA, des d'Amsterdam amb la seva càmera per recollir informació que podria explicar les motivacions del suïcidi del seu amic Matt i per fer un documental sobre l'homosexualitat a la ciutat. Durant la seva estada coneixerà diverses persones amb les quals establirà diverses relacions, en particular Jennifer que li revelarà una part desconeguda de la seva sexualitat.

## Repartiment
- Cat Smits: Alexa
- Brooke Johnson: Finn
- Heidi M. Sallows: Jennifer
- Ryan Gourley: Employé du cimetière
- Ryan Overton: Matt
- John Watkins : Lucas
- Jeff Smith : Barman

## Reconeixements
- Frameline 35 - selecció oficial[3]
- Outfest 2011 - selecció oficial[4]
- Festival Internacional de Cinema Gai i Lèsbic de Barcelona; va entrar en la competició oficial en substitució de Without Men de Gabriela Tagliavini, a causa de la censura en algunes escenes.[5]